# 倆心知〜原創紀念歌集
『倆心知〜原創紀念歌集』（リャンシンチ げんそうきねんかしゅう）は、CHAGE&ASKAの台湾や中国などのアジア地域で発売されたベスト・アルバム。

## 解説
アジア市場へ向けた初の公式なベスト・アルバムである。カセットテープでも発売された。1993年にアルバムが発売される際には、CHAGE&ASKAが初のアジアプロモーションとしてシンガポール・香港を訪れた。
2年後の1995年には中国でも発売された。中国では海外アーティストがアルバムリリースの認可を受けるだけでも厳しい事情がある中、マイケル・ジャクソンやディズニーのサントラ盤に続いて発売の認可を受けた。その際にはボーナス・トラックとして2曲が追加された。
ブックレットに歌詞が、別紙に歌詞の中国語訳が記載されている。

## 収録曲
| #         | タイトル                         | 作詞             | 作曲      | 編曲                | 時間  |
| --------- | -------------------------------- | ---------------- | --------- | ------------------- | ----- |
| 1.        | 「SAY YES」                      | 飛鳥涼           | 飛鳥涼    | 十川知司            | 4:44  |
| 2.        | 「男と女」                       | 飛鳥涼           | 飛鳥涼    | 瀬尾一三            | 4:24  |
| 3.        | 「伝わりますか」(ASKA)           | 飛鳥涼           | 飛鳥涼    | 十川知司            | 4:39  |
| 4.        | 「はじまりはいつも雨」(ASKA)     | 飛鳥涼           | 飛鳥涼    | 澤近泰輔            | 4:26  |
| 5.        | 「熱い想い」                     | 飛鳥涼、松井五郎 | 飛鳥涼    | S.E.N.S.            | 6:05  |
| 6.        | 「終章（Epilogue）〜追想の主題」 | CHAGE、田北憲次  | CHAGE     | 瀬尾一三            | 5:36  |
| 7.        | 「夢から夢へ」                   | 飛鳥涼           | 飛鳥涼    | 瀬尾一三            | 3:09  |
| 8.        | 「MOON LIGHT BLUES」             | 飛鳥涼           | 飛鳥涼    | 瀬尾一三            | 4:51  |
| 9.        | 「GUYS」                         | 飛鳥涼           | 飛鳥涼    | 村上啓介            | 6:07  |
| 10.       | 「PRIDE」                        | 飛鳥涼           | 飛鳥涼    | 澤近泰輔            | 5:36  |
| 11.       | 「僕はこの瞳で嘘をつく」         | 飛鳥涼           | 飛鳥涼    | 十川知司            | 5:22  |
| 12.       | 「no no darlin'」                | 飛鳥涼           | 飛鳥涼    | 飛鳥涼、Jess Bailey | 5:07  |
| 合計時間: | 合計時間:                        | 合計時間:        | 合計時間: | 合計時間:           | 60:06 |

| #         | タイトル           | 作詞      | 作曲      | 編曲      | 時間  |
| --------- | ------------------ | --------- | --------- | --------- | ----- |
| 13.       | 「今夜ちょっとさ」 | 飛鳥涼    | 飛鳥涼    | 井上鑑    | 5:08  |
| 14.       | 「You are free」   | 飛鳥涼    | 飛鳥涼    | 澤近泰輔  | 6:15  |
| 合計時間: | 合計時間:          | 合計時間: | 合計時間: | 合計時間: | 71:29 |

## 楽曲解説
1. SAY YES
1991年7月24日発売の27枚目シングル。
2. 男と女
1981年10月25日発売の5枚目シングル。
3. 伝わりますか（ASKA）
1988年8月21日発売のASKAの1枚目のアルバム『SCENE』収録曲。
4. はじまりはいつも雨（ASKA）
1991年3月6日発売のASKAの3枚目シングル。
本作に収録されているのは、同年6月5日発売のASKAの2枚目アルバム『SCENE II』に収録されているアルバム・ヴァージョン。
5. 熱い想い
1982年4月25日発売の6枚目シングル。
本作に収録されているのは、1989年8月25日発売の12枚目アルバム『PRIDE』に収録されているヴァージョン。
6. 終章（Epilogue）〜追想の主題
1980年4月25日発売の1枚目アルバム『風舞』収録曲。
7. 夢から夢へ
アルバム『風舞』収録曲。
8. MOON LIGHT BLUES
1984年2月22日発売の10枚目シングル。
9. GUYS
1992年11月7日発売の15枚目アルバム『GUYS』収録曲。
10. PRIDE
アルバム『PRIDE』収録曲。
11. 僕はこの瞳で嘘をつく
1991年11月21日発売の28枚目シングル。
12. no no darlin'
1992年10月10日発売の30枚目シングル。
シングル・ヴァージョンはアルバム初収録。
13. 今夜ちょっとさ
1993年10月10日発売の16枚目シングル『RED HILL』収録曲。
中国盤ボーナス・トラック。
14. You are free
1993年11月19日発売の33枚目シングル。
中国盤ボーナス・トラック。